# Saison 1989-1990 du FC Nantes
Chronologie
Saison précédente Saison suivante
La saison 1989-1990 du FC Nantes est la 47e saison de l'histoire du club nantais. Le club est engagé dans deux compétitions : la Division 1 (27e participation) et la Coupe de France (47e participation).

## Effectif et encadrement

### Transferts
| Nom                 | Nationalité   | Poste     | Modalités | Provenance/Destination   | Division                       |
| ------------------- | ------------- | --------- | --------- | ------------------------ | ------------------------------ |
| Arrivées            |               |           |           |                          |                                |
| Claude Lowitz       | France        | Défenseur |           | Montpellier PSC          | Division 1 (D1)                |
| Paul Le Guen        | France        | Milieu    |           | Brest Armorique FC       | Division 2 - A (D2)            |
| Dragan Jakovljević  | Yougoslavie   | Attaquant |           | FK Sarajevo              | Prva Liga (D1)                 |
| Nicolas Ouédec      | France        | Attaquant |           | FC Nantes rés.           | Division 3 - Ouest (D3)        |
| Départs             |               |           |           |                          |                                |
| William Ayache      | France        | Défenseur |           | FC Girondins de Bordeaux | Division 1 (D1)                |
| Vincent Bracigliano | France        | Milieu    |           | Nîmes Olympique          | Division 2 - A (D2)            |
| Fabien Debotté      | France        | Milieu    |           | SC Toulon-Var            | Division 1 (D1)                |
| Boris Diecket       | Côte d'Ivoire | Milieu    |           | AS Red Star 93           | Division 2 - A (D2)            |
| Mo Johnston         | Écosse        | Attaquant |           | Rangers FC               | Scottish Premier Division (D1) |

| Nom              | Nationalité | Poste  | Transfert                                | Provenance/Destination | Division        |
| ---------------- | ----------- | ------ | ---------------------------------------- | ---------------------- | --------------- |
| Arrivées         |             |        |                                          |                        |                 |
| Patrice Eyraud   | France      | Milieu | Échangé avec Didier Deschamps (novembre) | Olympique de Marseille | Division 1 (D1) |
| Départs          |             |        |                                          |                        |                 |
| Didier Deschamps | France      | Milieu | Échangé avec Patrice Eyraud (novembre)   | Olympique de Marseille | Division 1 (D1) |

## Compétitions

### Division 1
| Date | Journée | Adversaire | Lieu | Score | Buteurs du FC Nantes | Class. | Affluence |
| ---- | ------- | ---------- | ---- | ----- | -------------------- | ------ | --------- |
|      | J01     |            |      |       |                      |        |           |
|      | J02     |            |      |       |                      |        |           |
|      | J03     |            |      |       |                      |        |           |
|      | J04     |            |      |       |                      |        |           |
|      | J05     |            |      |       |                      |        |           |
|      | J06     |            |      |       |                      |        |           |
|      | J07     |            |      |       |                      |        |           |
|      | J08     |            |      |       |                      |        |           |
|      | J09     |            |      |       |                      |        |           |
|      | J10     |            |      |       |                      |        |           |
|      | J11     |            |      |       |                      |        |           |
|      | J12     |            |      |       |                      |        |           |
|      | J13     |            |      |       |                      |        |           |
|      | J14     |            |      |       |                      |        |           |
|      | J15     |            |      |       |                      |        |           |
|      | J16     |            |      |       |                      |        |           |
|      | J17     |            |      |       |                      |        |           |
|      | J18     |            |      |       |                      |        |           |
|      | J19     |            |      |       |                      |        |           |
|      | J20     |            |      |       |                      |        |           |
|      | J21     |            |      |       |                      |        |           |
|      | J22     |            |      |       |                      |        |           |
|      | J23     |            |      |       |                      |        |           |
|      | J24     |            |      |       |                      |        |           |
|      | J25     |            |      |       |                      |        |           |
|      | J26     |            |      |       |                      |        |           |
|      | J27     |            |      |       |                      |        |           |
|      | J28     |            |      |       |                      |        |           |
|      | J29     |            |      |       |                      |        |           |
|      | J30     |            |      |       |                      |        |           |
|      | J31     |            |      |       |                      |        |           |
|      | J32     |            |      |       |                      |        |           |
|      | J33     |            |      |       |                      |        |           |
|      | J34     |            |      |       |                      |        |           |
|      | J35     |            |      |       |                      |        |           |
|      | J36     |            |      |       |                      |        |           |
|      | J37     |            |      |       |                      |        |           |
|      | J38     |            |      |       |                      |        |           |

### Coupe de France
| Date            | Tour            | Adversaire      | Niveau | Lieu   | Score | Buteurs du FCN        | Affluence |
| --------------- | --------------- | --------------- | ------ | ------ | ----- | --------------------- | --------- |
| 17 février 1990 | 1/32e de finale | SO Cholet       |        | Neutre | 2 - 0 | Henry 69e, Robert 76e | 3.537     |
| 10 mars 1990    | 1/16e de finale | AJ Auxerre      | D1     | Dom.   | 2 - 1 | Ferri 69e, Robert 73e | 5.000     |
| 11 avril 1990   | 1/8e de finale  | Montpellier HSC | D1     | Ext.   | 0 - 2 | -                     | 15.000    |

## Statistiques

### Statistiques collectives
| Compétition     | Débute au tour  | Termine        | Matches joués | Gagnés | Nuls | Perdus | Buts pour | Buts contre | Différence |
| --------------- | --------------- | -------------- | ------------- | ------ | ---- | ------ | --------- | ----------- | ---------- |
| Division 1      |                 |                | 38            | 13     | 14   | 11     | 42        | 34          | +8         |
| Coupe de France | 1/32e de finale | 1/8e de finale | 3             | 2      | 0    | 1      | 4         | 3           | +1         |
| Total           | -               | -              | 41            | 15     | 14   | 12     | 46        | 37          | +9         |

## Affluences
L'affluence à domicile du FC Nantes atteint un total :
- de spectateurs en 19 rencontres de Division 1, soit une moyenne de /match.
- de 5 000 spectateurs en 1 rencontres de Coupe de France.
- de spectateurs en  rencontres toutes compétitions confondues, soit une moyenne de /match.